# Муньос Марин, Луис
Хосе Луис Альберто Муньос Марин (исп. José Luis Alberto Muñoz Marín; 18 февраля 1898, Сан-Хуан, Пуэрто-Рико — 30 апреля 1980, Сан-Хуан) — политический деятель Пуэрто-Рико, первый демократически избранный губернатор этой страны, один из виднейших латиноамериканских политиков XX века, известный как отец современного Пуэрто-Рико, поэт и журналист, доктор права.

## Биография
Родился в семье журналиста и политика Луиса Муньоса Риверы, открывшего в Нью-Йорке газету Puerto Rico Herald и с 1910 года служившего послом-резидентом от Пуэрто-Рико при Конгрессе США. В 1911 году Л. Марин поступает в привилегированную школу в Вашингтоне, и с 1915 он изучает юриспруденцию в Джорджтаунском университете. В 1916 году ему приходится, в связи со смертью отца, вернуться на Пуэрто-Рико. В 1920 году он вступает в пуэрто-риканскую социалистическую партию, выступает за независимость Пуэрто-Рико и в защиту прав трудящихся. В 1923 году в Нью-Йорке участвует в создании Венесуэльского рабочего союза.
В 1932 году политические взгляды Л.Марина меняются, и он переходит в незадолго до этого основанную Либеральную партию, издаёт её газету La Democracia. 13 марта 1932 года избирается сенатором. После выявления разногласий с руководством Либеральной партии выходит из неё и основывает собственное политическое движение Acción Social Independentista (ASI), Социальное действие независимых, ставшее вскоре серьёзным конкурентом либералов.
В 1938 году Марин был одним из основателей Народной демократической партии (PPD). На выборах 1940 года она неожиданно побеждает, и Л.Марин становится президентом Сената Пуэрто-Рико. За время своего руководства сенатом Л.Марин при помощи правящей республикано-социалистической коалиции сумел провести ряд важнейших реформ в стране, в первую очередь в сельском хозяйстве, и ограничить владение землёй крупными владельцами и фирмами. Создал условия для индустриального развития Пуэрто-Рико. В 1944 году его партия PPD вновь побеждает на выборах.
В середине 1940-х годов отношение к предоставлению независимости Пуэрто-Рико, которого ранее так желал Л.Марин, меняется. Видимо, опытный политик понимает невозможность здесь положительного решения ввиду явно негативного отношения политических верхов США. Такая его новая позиция повлекла за собой раскол в PPD и выход из неё ряда радикальных политиков, основавших отдельные партии. В дальнейшем он выступает против пуэрто-риканского национального движения совместно с властями США, за введение политической цензуры на острове и преследования за поднятие пуэрто-риканского флага в общественных местах, создание тысяч тайных досье на деятелей оппозиции (что впоследствии расценивалось как нарушение конституции и прав личности).
После того, как Конгресс США в 1947 году предоставил жителям Пуэрто-Рико право самим выбирать своего губернатора, Л. М. Марин стал первым, демократически избранным губернатором страны (2 января 1949 года). В 1952, 1956 и 1960 годах он был переизбран на этом посту, оставаясь губернатором Пуэрто-Рико в течение 16 лет. В годы его правления была принята и вступила в силу (1952) Конституция Пуэрто-Рико. Поддерживал проекты, направленные на индустриализацию острова, развитие в областях культуры и образования. После ухода с должности губернатора Л.Марин оставался членом сената Пуэрто-Рико до 1970 года. После окончания своей политической деятельности Л.Марин совершает поездку по Европе, где встречается со многими ведущими политиками. В 1972 году он возвращается на родину. Скончался вследствие инсульта.

## Награды
6 декабря 1962 года Луис М.Марин был награждён президентом США Джоном Ф.Кеннеди Президентской медалью Свободы.

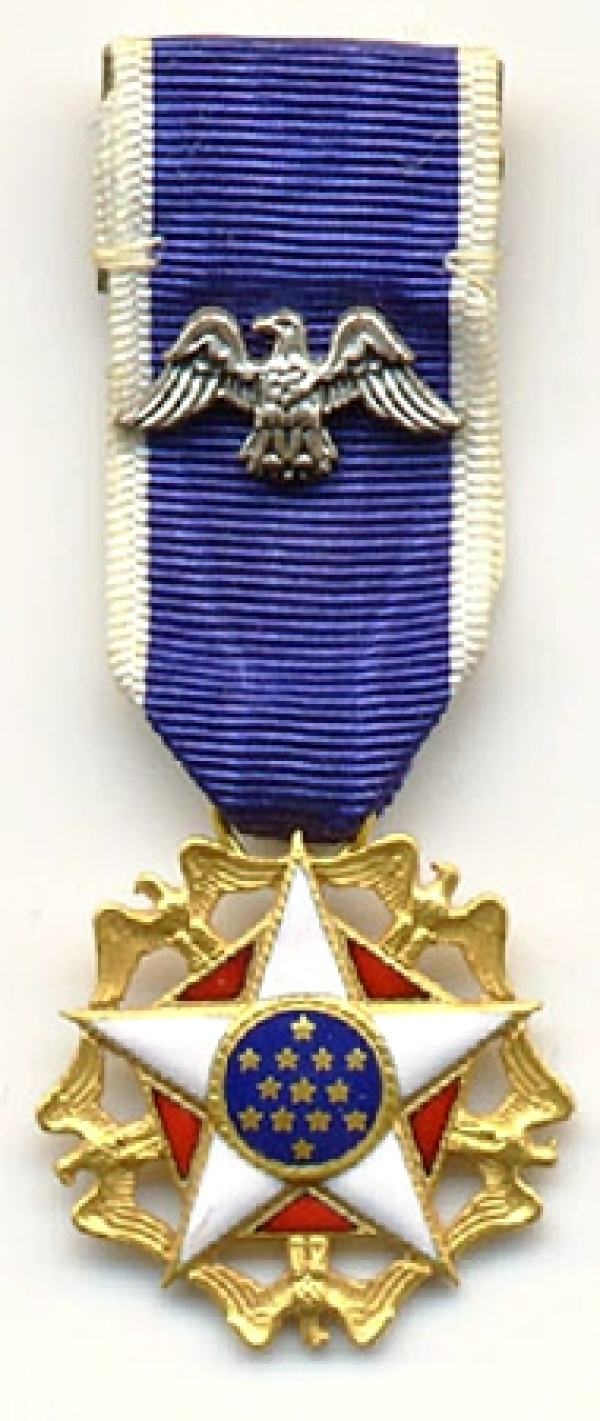
Президентская медаль Свободы

В 1990 году почтовым ведомством США в серии «Великие американцы» была выпущена почтовая марка достоинством в 5 центов, посвящённая Луису М.Марину.